# Misunderstood (Robbie Williams)
Misunderstood is een nummer van de Britse zanger Robbie Williams uit 2004. Het is, samen met Radio, een van de twee nieuwe nummers op Williams' Greatest Hits-album die op single verscheen.
De ballad werd bescheiden hit in Europa en Australië. In het Verenigd Koninkrijk en in de Nederlandse Top 40 haalde het de 8e positie, maar in Vlaanderen bleef het steken op een 3e positie in de Tipparade.